# Centro Médico Sourasky
El Centro Médico Sourasky de Tel Aviv (en hebreo: המרכז הרפואי ת"א ע"ש סוראסקי) es el principal hospital de Tel Aviv, Israel y su área metropolitana y el tercer centro hospitalario más grande del país.
El complejo está distribuido en un área de 150,000 m², e incorpora tres hospitales: el hospital general Ichilov, (en ruso: Клиника Ихилов), el centro de rehabilitación Ida Sourasky, el hospital femenino y maternidad Lis, y el hospital infantil Dana-Dwek.
El director del Centro Médico Sourasky de Tel Aviv hasta septiembre de 2016 fue el profesor Gabriel Barabash.
El Prof. Barabash fue reemplazado por el Prof. Roni Gamzo.
El Hospital Ichilov fue fundado en 1963 como una instalación, tenía un edificio diseñado por el arquitecto Arieh Sharon. Fue renombrado como Centro Médico Sourasky de Tel Aviv.
El centro ahora abarca tres hospitales en un área de 150.000 metros cuadrados: el Hospital General Ichilov y el Centro de Rehabilitación Ida Sourasky, el Hospital Femenino y Maternidad Lis, y el Hospital Infantil Dana-Dwek.
Las instalaciones también sirven como centro de instrucción e investigación. El centro está afiliado con la Escuela de Medicina Sackler de la Universidad de Tel Aviv y con la Escuela de Enfermería Sheinborn. El edificio principal del Hospital Ichilov se construyó con las donaciones de Ted Arison y Shari Arison.
En 2011, se inauguró una instalación de emergencia a prueba de bombas con 700 camas. El edificio tiene 13 plantas en la superficie y cuatro plantas subterráneas. La instalación ofrece protección contra ataques convencionales, químicos y biológicos.
La construcción del edificio comenzó en 2008. El coste del edificio fue de 110 millones de dólares, el complejo recibió una donación de 45 millones de dólares del multimillonario israelí Sammy Ofer. El arquitecto fue Arad Sharon, el nieto de Arieh Sharon, el arquitecto que diseñó las instalaciones originales.